# (38405) 1999 RS202
(38405) 1999 RS202 é um asteroide do cinturão principal.

## Descoberta e nomeação
Observado pela primeira vez no observatório do Lincoln Laboratory's Experimental Test Site, localizado em Socorro, no dia 1º de junho de 1998, no qual recebeu a designação provisória de 1998 MQ20. Em 23 de julho de 1999, foi observado um novo objeto, designado como 1999 RS202. Mas em 8 de setembro de 1999, Gareth V. Williams descobriu que tratava-se do objeto observado em 1998. Com a sua órbita calculada, recebeu a numeração 38405 no catálogo do MPC.

## Órbita
1999 RS202 tem uma órbita heliocêntrica elíptica de excentricidade 0,12 e uma inclinação de 8,79°. Durante o periélio sua distância é cerca de 2,65 UA, enquanto que seu afélio é de 3,38 UA em relação ao Sol. No qual orbita a uma velocidade média de 17,3 km/s, em um período orbital de 5,25 anos.